# Manneville-la-Goupil
Manneville-la-Goupil è un comune francese di 1 012 abitanti situato nel dipartimento della Senna Marittima nella regione della Normandia.

## Società

### Evoluzione demografica
Abitanti censiti